# آخوندکان گلی
آخوندکان گلی (نام علمی: Hymenopodidae) نام یک تیره از راسته آخوندک است.